# 特种养殖场
特种养殖场是中华人民共和国湖南省常德市鼎城区下辖的一个类似乡级单位。

## 行政区划
下辖以下地区：
断港头社区、先锋村、五甲村和福兴村。